# Équipe d'Haïti féminine de volley-ball
L'équipe d'Haïti de volley-ball féminin est composée des meilleures joueuses haïtiennes sélectionnées par la Fédération haïtienne de Volleyball (Haiti Volleyball Association, HVA). Elle n'est actuellement pas classée par la FIVB au 15 janvier 2010.

## Sélection actuelle
Sélection pour les qualifications aux Championnats du monde 2010.

Entraîneur :  Wesley Duvalsaint ; entraîneur-adjoint :  Jean-Lucien Legros

## Palmarès et parcours

### Palmarès
Néant.

### Parcours

#### Jeux Panaméricains
| - 1955 : Non qualifié - 1959 : Non qualifié - 1963 : Non qualifié - 1967 : Non qualifié - 1971 : 8e - 1975 : Non qualifié - 1979 : Non qualifié - 1983 : Non qualifié - 1987 : Non qualifié - 1991 : Non qualifié | - 1995 : Non qualifié - 1999 : Non qualifié - 2003 : Non qualifié - 2007 : Non qualifié |

#### Championnat d'Amérique du Nord
| - 1969 : 5e - 1971 : Non qualifié - 1973 : 7e - 1975 : Non qualifié - 1977 : 8e - 1979 : Non qualifié - 1981 : Non qualifié - 1983 : Non qualifié - 1985 : 6e - 1987 : Non qualifié | - 1989 : 10e - 1991 : Non qualifié - 1993 : Non qualifié - 1995 : Non qualifié - 1997 : Non qualifié - 1999 : Non qualifié - 2001 : Non qualifié - 2003 : Non qualifié - 2005 : Non qualifié - 2007 : Non qualifié | - 2009 : Non qualifié |